# Kerstboomworm
De kerstboomworm (wetenschappelijke naam: Spirobranchus giganteus) is een kleine kokerworm die leeft op koraal. De soort komt voor in vrijwel alle tropische zeeën ter wereld. Vanwege zijn felle kleuren wordt de worm ook als aquariumdier gehouden.

## Kenmerken

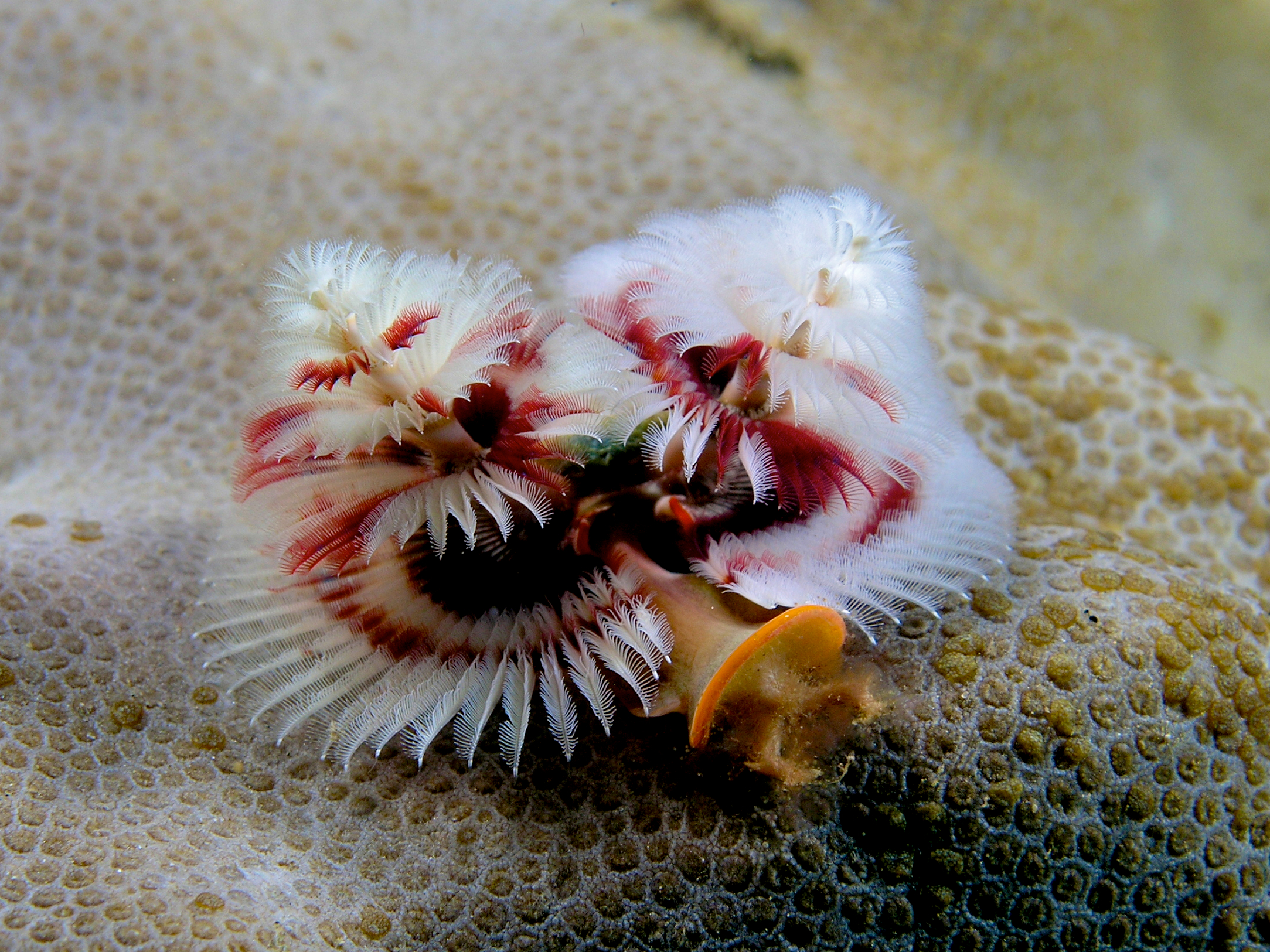
Spirobranchus giganteus op koraal van het geslacht Porites.

De kerstboomworm wordt normaal gesproken ongeveer 5 tot 10 cm lang en 1 cm dik, bestaande uit 200 segmenten. Het lichaam is blauw tot bruinig van kleur, met een ring (halsband) tussen de tentakelkrans en de romp. De worm heeft twee opvallende spiraalvormige tentakelkronen die tegelijkertijd als kieuwen dienen. Ze kunnen diverse felle kleuren hebben (rood, oranje, geel, wit, paars, roze of blauw) en lijken wel op gekleurde dennenboompjes, waaraan de soort zijn inofficiële naam dankt.
Zoals alle kalkkokerwormen bouwt de kerstboomworm een koker van kalk waarin hij leeft. De koker heeft een doorn aan de opening en kan worden afgesloten met een operculum (dekselplaat). Het operculum heeft gewei-achtige uitlopers en enkele scherpe punten aan de rand.

## Levenswijze
De kerstboomworm leeft in koraal, waar de larve een gat in boort. De worm vormt daarna een kalkkoker binnenin het koraal en blijft de rest van zijn leven sessiel/sedentair. De gastheer kan een levend koraal zijn (vooral steenkoralen zoals hersenkoraal zijn geliefd) maar ook op dood koraal kunnen kerstboomwormen gevonden worden. Alleen de tentakelkronen en de felgekleurde kieuwen steken uit, de rest van de worm bevindt zich binnenin het koraal. Bij bedreiging kunnen deze ingetrokken worden en de kalkkoker afgesloten.
De tentakelkronen dienen behalve voor de ademhaling om voedsel uit het water te filtreren, voornamelijk plankton. Op de tentakels bevinden zich gevoelige zintuigcellen waarmee het dier onraad kan registreren. De volwassenen dieren hebben geen ogen, zoals bij borstelwormen gebruikelijk.
Individuen kunnen tot 40 jaar oud worden.

## Verspreiding

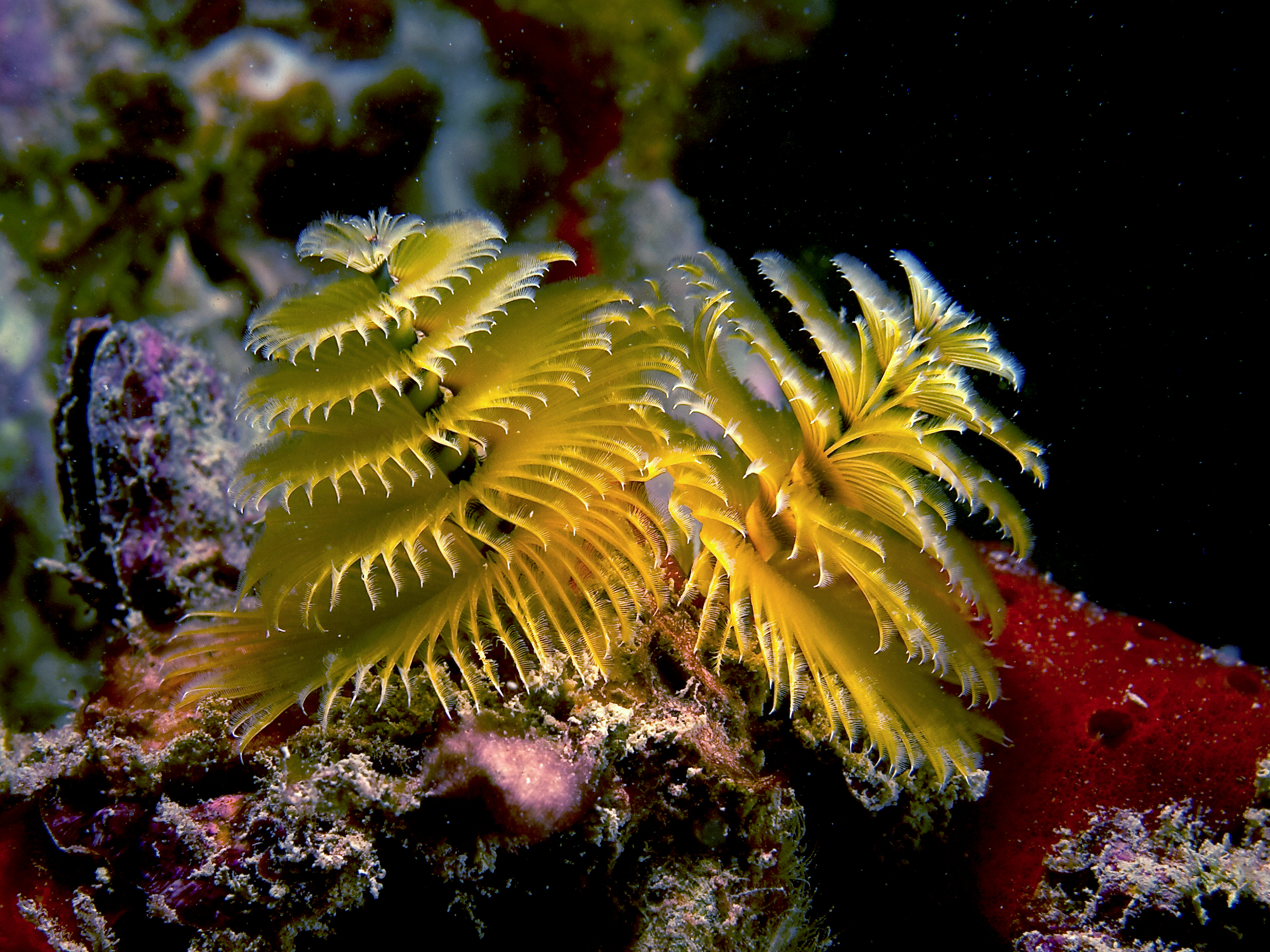
Spirobranchus giganteus, gele variant

De kerstboomworm leeft in ondiepe, warme zeeën, met watertemperaturen rond de 25 °C. Ze leven in de eufotische zone in het sublitoraal, de zone waar de werking van golven of de branding net niet meer te merken is.
De soort kan onder andere gevonden worden in de Indische Oceaan, de Rode Zee, de Grote Oceaan, de Caribische Zee en de Golf van Mexico. Verwante soorten komen ook in koudere zeeën op hogere breedtegraden voor. Zo kunnen Spirorbis spirorbis en de driekantige kokerworm (Pomatoceros triqueter) in de Noordzee gevonden worden.